# 伊芦乡
伊芦乡是中华人民共和国江苏省连云港市灌云县一个已撤销的乡。
2013年1月6日，江苏省人民政府批复同意撤销伊芦乡，将其所辖行政区域划归同兴镇。